# تواصل دفاعي

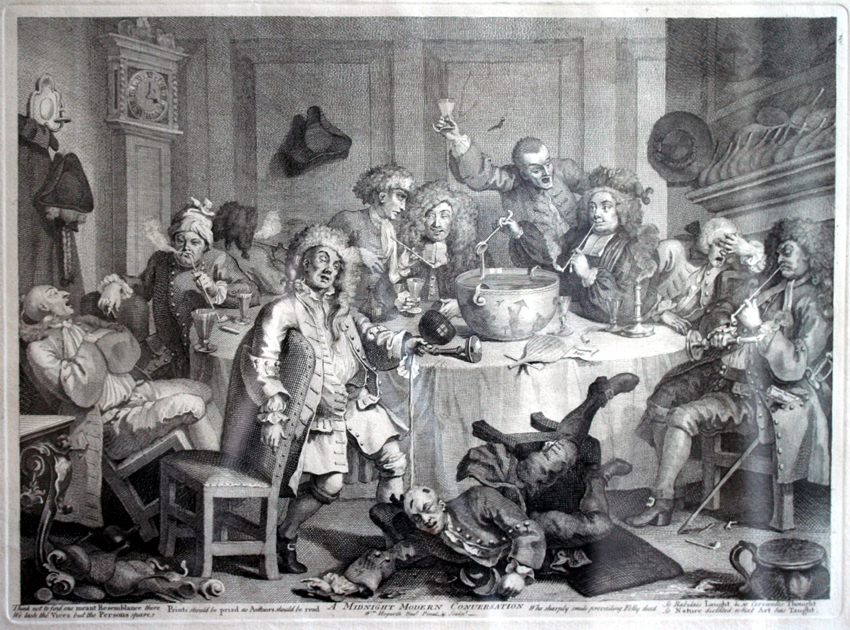
التواصل الدفاعي يؤدي إلى تدهور الحوار في المجموعة.

التواصل الدفاعي (بالإنجليزية: Defensive communication)‏ هو سلوك تواصلي يحدث داخل العلاقات الشخصية وبيئات العمل والمجموعات الاجتماعية. عندما يتفاعل الفرد بطريقة دفاعية ردًا على عيب مدرك لذاته أو تهديد من الغرباء. يمكن أن تحدث الاستجابات الدفاعية بسبب الأحداث الخارجية ومشاعر القلق وانعدام الأمن والحساسية، وغالبًا ما تحدث في ظروف يشعر فيها الناس بالتقييم السلبي أو التحكم أو الإقناع من قبل الآخرين. كان سيغموند فرويد من أوائل العلماء الذين بحثوا بعمق في موضوع التواصل الدفاعي، أثناء تطويره للنظرية الديناميكية النفسية. يخلق الدفاعية تواصلًا غير فعال ومضر في التفاعلات الاجتماعية عندما ينكر الناس عيوبهم، أو يعرضون عيوبهم على الآخرين، أو يستخدمون تقنيات التواصل القضائي.

## التاريخ
النظرية الديناميكية النفسية

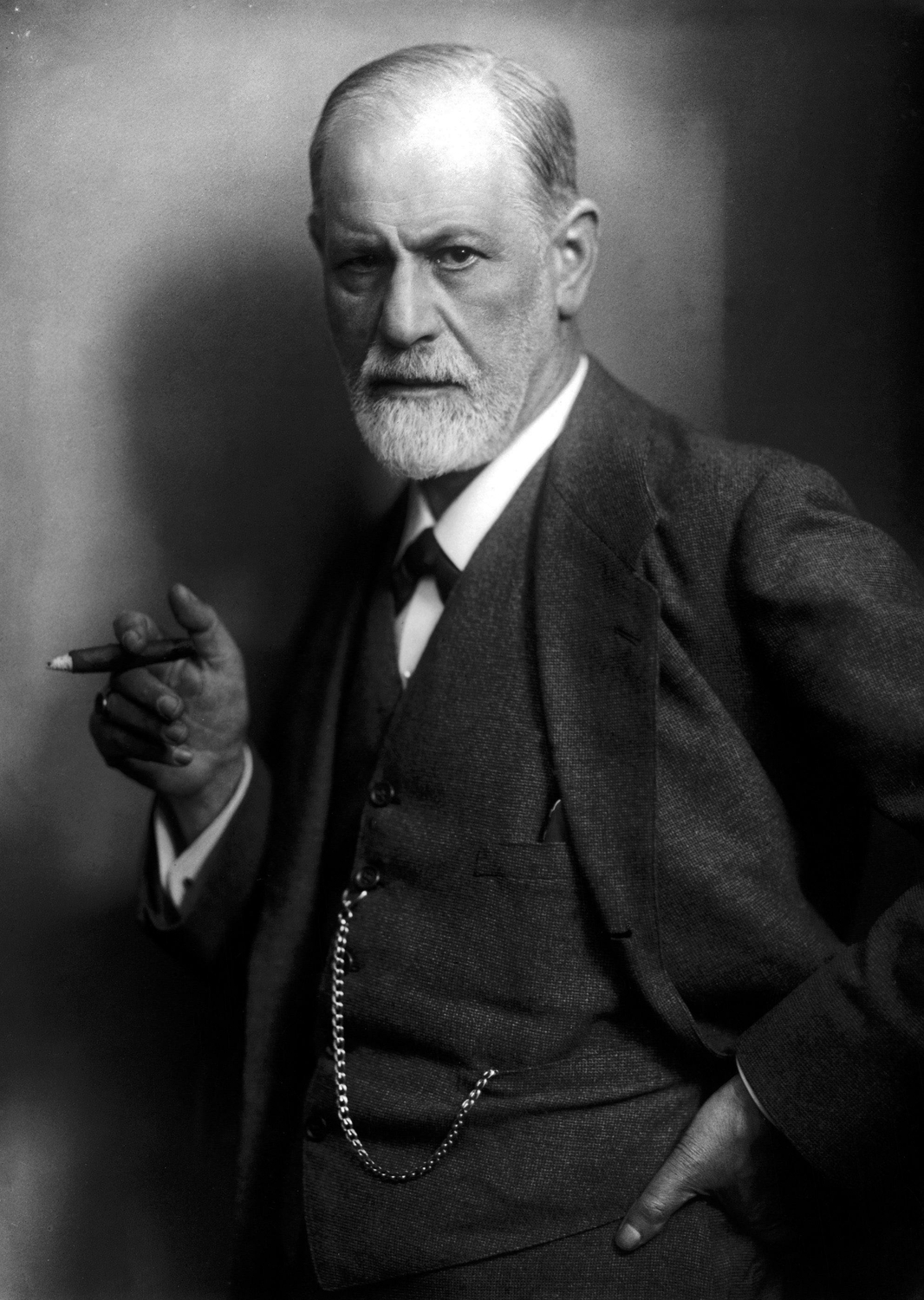
سيغموند فرويد

الديناميكا النفسية هي دراسة القوى النفسية التي تكمن وراء السلوك البشري. كان عمل سيغموند فرويد في النظرية الديناميكية النفسية هو أساس البحث في التواصل الدفاعي. اعتقد فرويد وزملاؤه أن المشاعر الداخلية مثل القلق والشعور بالذنب وانعدام الأمن خلقت سلوكيات دفاعية رجعية. يعتقد مؤيدو نظرية الديناميكا النفسية أن الدفاعية هي استجابة رد فعلية لحماية الذات من التهديدات الخارجية.
مفهوم تكوين الأجواء الدفاعية
في عام 1961، وضع جاك جيب إطارًا مفهوميًا لتصنيف التواصل إلى سلوكيات دفاعية وداعمة. تشمل السلوكيات الدفاعية التقييم والسيطرة والاستراتيجية والحياد والتفوق واليقين. بينما تشمل السلوكيات الداعمة الوصف والتوجه نحو حل المشكلات والعفوية والتقمص الوجداني والمساواة والتعاطف المؤقت. يتجاوب الأفراد إما بشكل دفاعي أو بشكل داعم استنادًا إلى نظرتهم الخاصة إلى الأجواء الدفاعية. على سبيل المثال، يزيد التواصل الذي يُدرك كتقييمي من الدفاعية في المستمع، بسبب الاعتقاد بأن المتكلم يحكم على المستمع. ومن ناحية أخرى، فإن التواصل الوصفي، مثل طلبات الحصول على معلومات التي يُدرك أنها صادقة، لا تثير نفس الاستجابة الدفاعية.

## الدفاعية في التفاعل الاجتماعي
يفترض أن التواصل الدفاعي في التفاعل الاجتماعي يرتبط بعيوب يدركها الفرد في ذاته، أو هجمات من الآخرين، أو التركيز على هجوم على عيوب الآخرين. في هذا الافتراض، الذي يجمع بين رؤى من علم الديناميكا النفسية ومفهوم تكوين الأجواء الدفاعية لجيب، يمكن أن تحفز ردود الفعل الدفاعية بسبب القوى الداخلية والخارجية. داخليًا، يمكن أن تحفز الاستجابات الدفاعية التواصل الدفاعي عندما يدرك الأفراد عيوبًا داخلية حساسة مثل سمات الشخصية. من الخارج، يحدث التواصل الدفاعي عندما يدرك الأشخاص هجومًا أو تهديدًا آخر. التواصل الدفاعي هو بناء علاقاتي [الإنجليزية] (نظرية عالمية ذاتية) ينشأ نتيجة للتواصل الداخلي للفرد.

## التطبيقات
الدفاعية في مكان العمل
يعد التواصل الدفاعي أمرًا شائعًا في مكان العمل نظرًا لأن البيئة كثيرًا ما يُنظر إليها على أنها تقييمية أو قضائية أو متلاعبة أو استبدادية. تشير الأبحاث إلى أن ردود الفعل الدفاعية في مكان العمل تسبب عدم الكفاءة في التواصل والإرهاق المحتمل. ويتمثل الكثير من التواصل في مكان العمل بين المديرين والمرؤوسين، مما يزيد من الحاجة إلى استراتيجيات تواصل فعالة وداعمة.
الدفاعية في العلاقات الرومانسية
تخلق العلاقات الرومانسية أربع ظروف سياقية للتواصل الدفاعي: الانطباعات الذاتية للعيوب، والصعوبات الوضعية، والصعوبات العاطفية، والمخاوف في العلاقات. تشير الأبحاث إلى أن الناس حساسون ليس فقط بشأن عيوبهم المدركة، بل أيضًا بشأن عيوب أولئك الذين يقفون بجانبهم. كما يمكن أن تزيد المشاعر من تصاعد الانطباعات الخاطئة والتهديدات من الآخرين. يمكن أيضًا أن تثير الغيرة والقلق وعدم اليقين سلوك التواصل الدفاعي، وأن عدم وجود التواصل الداعم وعدم وجود الدفء التواصلي وعدم وجود تبادل تواصلي وعدم الاهتمام هي جميعها محفزات للتواصل الدفاعي. يمكن أن يكون التواصل الدفاعي في العلاقات مدمرًا ويمكن أن يؤدي إلى زيادة الجدال وعدم اليقين والتوتر.
الدفاعية في البيئات الأسرية
يمكن أن يحدث التواصل الدفاعي في بيئات الأسرة ويمكن أن يتكون من سلوكيات كلامية ولا كلامية تهدد الآخرين و/أو تعاقبهم. يجذب هذا النوع من التواصل في كثير من الأحيان سلوكيات دفاعية في المقابل. يشجع سلوك من هذا النوع على تكوين "أجواء دفاعية" كما يعرفها جيب. يميل الأطفال الذين يتربون في أجواء ذات دفاعية عالية وكميات منخفضة من التواصل الداعم إلى تطوير سلوكيات عدوانية. يمكن أن يؤدي التواصل الدفاعي بسهولة إلى الانفصالات داخل الأسر.

## النقد
انتقاد مركزي للتواصل الدفاعي هو عدم وجود بحوث تجريبية تدعم ورقة جيب الأولية حول هذا الموضوع. لم تكن ورقة جيب حول تصور الأجواء الدفاعي دراسة علمية ولم تتيح للباحثين الآخرين إعادة تكرار أو اختبار فرضياته.